# ريتشارد بوكمينستر فولر

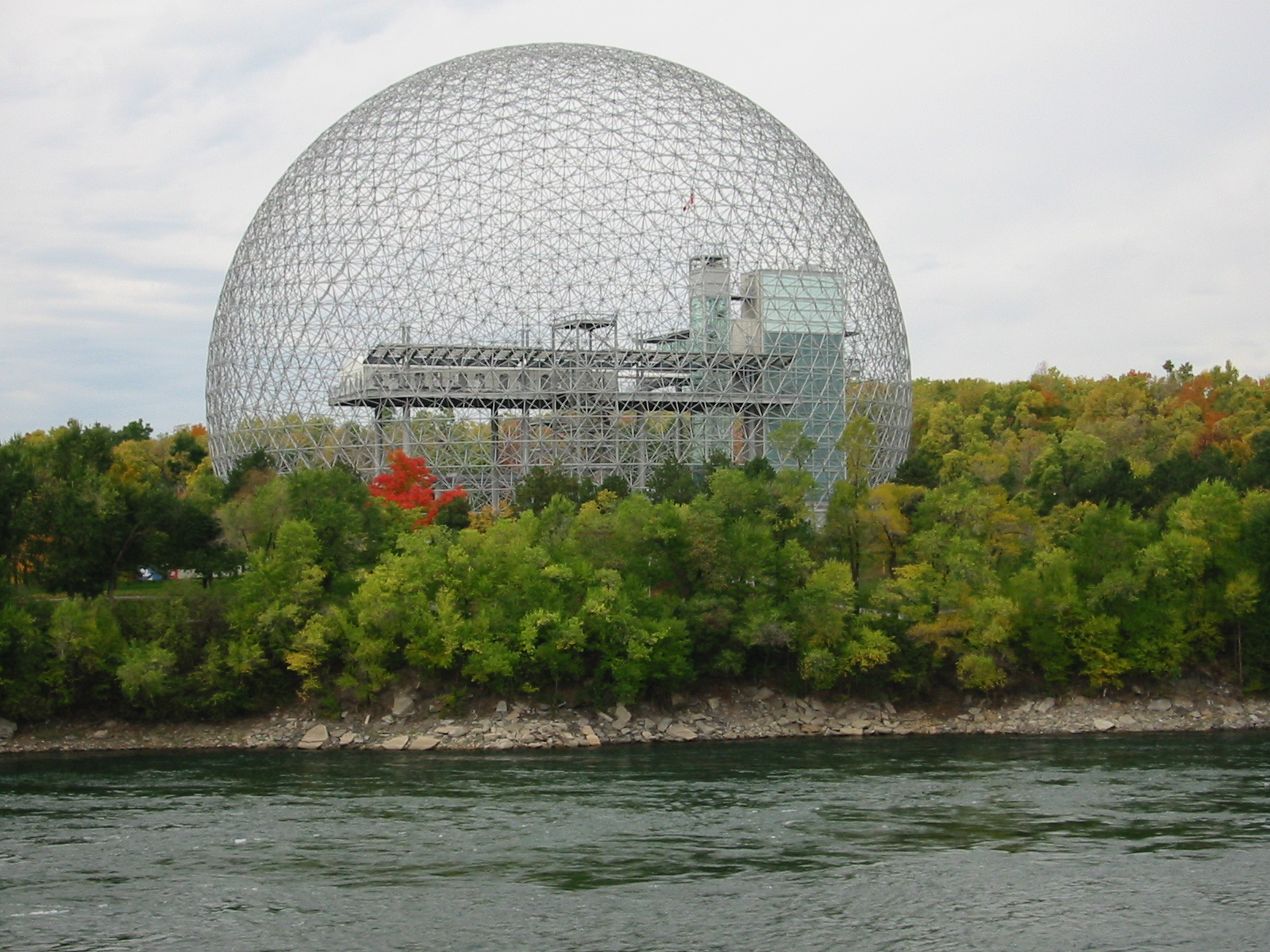
جناح اميركيا في "اكسبو 67"

ريتشارد بوكمينستر فولر Richard Buckminster Fuller (ميلتون، 12 يوليو 1895 -- لوس أنجلوس، 1 يوليو 1983) مخترع، كاتب، ومصمم معماري من الولايات المتحدة. وكان أيضا أستاذا في جامعة جنوب إلينوي، وكاتب غزير الإنتاج.
ألف فولر أكثر من 30 كتابا معززا بهم مصطلحات مثل سفينة الأرض. طور فولر العديد من الاكتشافات العلمية ربما أغلبها في مجال التصميم المعماري ومنها القبة الجويديسية حتي أن لاحقا تم إطلاق أسم فوليرين علي التكوين الكربوني الذي وجٍد مماثلا لتكوين عناصر القبة.

## الحياة والعمل
وُلد فولر في 12 يوليو 1895، في مدينة ميلتون، ماساتشوستس لِوالديه «ريتشارد باكمنستر فولر» و«كارولين وولكوت آندروز» وابن ابن شقيق «مارغرت فولر» الصحفية الأمريكية والناقدة المنادية في حقوق المرأة المرتبطة بحركة الفلسفة المتعالية الأمريكية. ورِثَ اسمه الأوسط وغير المعتاد «باكمنستر» من أسلافه، جرّب ريتشارد تغييرات عدّة في اسمه، حيث اعتاد أن يُوقّع اسمه بشكل مختلف سنويًا في سجل الضيوف لمنزل عائلته الصيفي في جزيرة «كرانبيري، مين» ليعتمد أخيرًا اسم (ر. باكمنستر فولر).
قضى فولر معظم فترة شبابه في جزيرة «كرانبيري» في خليج بينوبسكوت قبالة ساحل «مين». التحق بروضة أطفال تستخدم أسلوب «فريدريك فروبل» في التعليم. كان فولر معارضًا لطريقة تدريس الهندسة في المدرسة، حيث لم يستطع التمييز هل تُمثل تلك النقطة المرسومة بالطبشور على اللوح نقطة رياضية فارغة أم أنها خط قد يمتد إلى ما لانهاية. أدت هذه اللامنطقية التي اختبرها إلى ولادة عمله «التآزُر». كان فولر غالبًا ما يصنع أشياء من عناصر وجدها في الغابة، وفي بعض الأحيان كان يصنع أدواته الخاصة. جرّب تصميمًا جديدًا لنظام دفع بشري للقوارب الصغيرة. اخترع وهو في عمر الثانية عشر نظام (الدفع والسحب) لدفع قارب تجديف باستخدام مظلة مقلوبة متصلة بالجزء المُسطّح من مؤخرة القارب عن طريق قفل مجداف بسيط، والتي تسمح للمُجدّف بالمُضي بتوجيه القارب للأمام نحو وجهته. أخذ فولر استثناءً في وقت لاحق لمصطلح (اختراع).
رأى فولر بعد عدة سنوات بأن هذه الخبرة لم تُوفر له الاهتمام بالتصميم فحسب، بل أيضًا عادة، أي أن يكون على دراية بالمواد التي سوف ستطلبها مشاريعه في وقت لاحق ومعرفته بها. حصل فولر على شهادة الميكانيكي، حيث عرِف كيفية استخدام مكابس الضغط، ومكابس التمدد وغيرها من الأدوات والمُعدات المستخدمة في تجارة الألواح المعدنية.

### التعليم
التحق فولر بأكاديمية ميلتون في ماساتشوستس، ليبدأ بعدها الدراسة في كلية هارفارد، حيث انتسب إلى منزل آدمز. طُرد من جامعة هارفارد مرتين: أولاً لأنه أنفق كل أمواله في الحفلات مع فرقة «الفودفيل» للاستعراض المسرحي، والثانية بعد إعادة قبوله، بسبب «عدم مسؤوليته وعدم اهتمامه». وحسب تقييمه الخاص، كان غير كفؤ في بيئة الأخويّات.

### تجربة الحرب
عمل فولر لأحد فصوله الدراسية في هارفرد كميكانيكي في مصنع للنسيج في كندا، وبعد ذلك كعامل في مصنع تعبئة لحوم. خاض أيضًا تجربة العمل في البحرية الأمريكية في الحرب العالمية الأولى، كمُشغّل راديو السفينة، محررًا للنشر وقائدًا لقارب الإنقاذ. بعد انتهائه من الخدمة، عمل مجددًا في تعبئة اللحوم، اكتسب خبرة كبيرة في الإدارة. تزوّج في عام 1917 من «آن هيوليت». طوّر فولر مع حماهُ في العشرينيات من القرن العشرين طريقة جديدة في صناعة الطوب من نِشارة الخشب المضغوطة والمصبوبة عبر الفتحات الرأسية، سُمّي نظام بناء هذا ب «ستوكد»، بهدف تشييد مساكن خفيفة الوزن، مقاومة للعوامل الجوية والحريق. مع ذلك ستفشل الشركة في وقت لاحق من 1927.

### الاكتئاب وعيد الظهور الإلهي/الغطاس
استدعى باكمنستر عام 1927 باعتبارها سنة محوريّة في حياته. توفّيت ابنته ألكسندرا عام 1922، إثر مضاعفات من التهاب السحايا وشلل الأطفال وذلك قُبيل عيد ميلادها الرابع. وجد المؤرّخ من ستانفورد «باري كاتز» علامات تُشير بأن في هذا الوقت من حياة باكمنستر كان يعاني من الاكتئاب والقلق. عزا فولر أمر وفاة ابنته لسوء المسكن الذي يعيشون فيه حيث كان رطبًا ومفتوحًا أمام الريح. ومن هنا تولّد الدافع لدى فولر لإنشاء نظام البناء ستوكِد، والتي كان عملًا يهدف إلى توفير المسكن الذي يؤمّن كفاءة المعيشة وبأسعار مقبولة.
في عام 1927، وعندما كان في الثانية والثلاثين من عمره، فقد فولر وظيفته كرئيس ل «ستوكِد»، لم يكن لدى عائلته أي مدّخرات مالية، بل وزادت التحدّيات المالية مع ولادة ابنتهما أليجرا عام 1927. أدمن فولر الشراب مما انعكس على حلّ مُعضلات عائلته. فكّر فولر في الانتحار غرقًا في خريف 1927، كي تستفيد عائلته من مبلغ التأمين على الحياة.

### التعافي
أصرّ فولر على التفكير بشكل مستقل، وشمل هذا البحث عن المبادئ التي تحكم الكون والمساعدة في التقدّم ودفع عجلة تطوّر البشرية وفقًا لذلك، وإيجاد طرق لفعل المزيد والقليل حتّى النهاية بحيث يتمكّن كل الناس في كل مكان من الحصول على المزيد والمزيد. ومع حلول عام 1928، كان يعيش في قرية غرينتش حيث قضى معظم وقته في مقهى «روماني ماري» الشهير هناك. حيث قضى فيه أمسية في محادثة «ماري» و«أوجين أونيل» قبل عدّة سنوات. قَبِل فولر وظيفة في تزيين الجزء الداخلي من المقهى بمقابل وجبات طعام، كان يُلقي محاضرات غير رسمية عدة مرات في الأسبوع، كما عرض نماذج من منزل «ديماكسيون» في المقهى. وصل المعماري «إيسامو نوغوتشي» خلال عام 1929 إلى قرية غرينتش، حيث قاده إلى هناك صديق قديم لماري يدعى «كوستانتين برانوشي»، وسرعان ما تعاون نوغوتشي وفولر في مشاريع عدّة، شملت هذه المشاريع تصميم سيارة «ديماكسيون» استنادًا لأحدث أعمال المهندس ومصمم السيارات الروماني «أوريل بيرسو». استمرّت صداقتهم مدى الحياة.

### القِباب الجيوديزية
تلقّى فولر تعليمه في كلية «بلاك ماونتن» في ولاية كارولينا الشمالية في صيف 1948 وصيف 1949، وشغل حينها منصب مدير المعهد الصيفي عام 1949. كان فولر خجولًا ومنعزلًا، لكن مع ذلك أُقنع بالمشاركة في عرض مسرحي «حيلة ميدوسا» التي وضعها «جون كيغ» الأستاذ في كلية بلاك ماونتن. خلال التمرينات، وتحت إشراف «آرثر بن»، وبتأثير من الطلاب هناك، تجاوز فولر كل المثبطات المحيطة به، وأصبح واثقًا كمؤدٍّ ومتحدّث.
بدأ فولر -بدعمٍ من الطلاب والأستاذة في بلاك ماونتن- بإعادة اختراع مشروع القِبة الجيوديزية التي من شأنها أن تجعله مشهورًا، وبالرغم من أن الدكتور «فالتر باورسفيلد» كان قد أنشأها قبل 26عامًا، إلا أن فولر حصل على براءة الاختراع الأمريكية، ومع أنه أهمل ذكر الفن السابق للدكتور باورسفيلد في براءة اختراعه، إلا أن الفضل يعود له بنشر هذا النوع من الهياكل.
أُنشئ النموذج الأول في كلية «بنيجتون» في فيرمونت عام 1945، حيث كان يُحاضر فيها كثيرًا. وفي عام 1949، أنشأ أول بناء قبّة جيوديزية بإمكانها تحمّل وزنها ذاتيًا ومن دون أي حدود عمليّة. بلغ قطر القبة 4.3 مترًا حوالي (14 قدمًا)، حيث شُيّدت من أنابيب الطائرات المصنوعة من الألمنيوم وجلد الفينيل بمجسم عشريني الوجه ايكولوجي. ولإثبات فكرة تصميمه، علّق فولر عمل بعض الطلاب الذين ساعدوه في بنائها. أدركت الحكومة الأمريكية أهمية عمله ووظّفت شركته «جيوديزك» في رالي بولاية كاورلينا الشمالية لصنع قباب صغيرة للمارينز، وفي غضون بضع سنوات، كان هناك الآلاف من القِباب في جمع أنحاء العالم.

## اقرأ أيضاً
- قبة جيوديسية
- بايوسفير (مونتريال)

## وصلات خارجية
- ريتشارد بوكمينستر فولر على موقع IMDb (الإنجليزية)
- ريتشارد بوكمينستر فولر على موقع الموسوعة البريطانية (الإنجليزية)
- ريتشارد بوكمينستر فولر على موقع ميوزك برينز (الإنجليزية)
- ريتشارد بوكمينستر فولر على موقع إن إن دي بي (الإنجليزية)
- ريتشارد بوكمينستر فولر على موقع قاعدة بيانات الفيلم (الإنجليزية)

- The Estate of R. Buckminster Fuller
- Buckminster Fuller Institute
- Remarks at the Presentation Ceremony for the Presidential Medal of Freedom – February 23, 1983 نسخة محفوظة 11 أكتوبر 2009 على موقع واي باك مشين.
- أعمال بواسطة ريتشارد بوكمينستر فولر في المكتبة المفتوحة على أرشيف الإنترنت
- Buckminster Fuller, a portrait by Ansel Adams نسخة محفوظة 19 يوليو 2011 على موقع واي باك مشين.